# Trollhättans Fältrittklubb
Trollhättans Fältrittklubb (TFRK) är en klubb i Trollhättans kommun med inriktning på hästsport. Framförallt bedriver klubben ridskoleverksamhet men arrangerar även ett antal ridtävlingar i ett flertal grenar och nivåer inom hästsporten.

## Historik
TFRK (Trollhättans fälltrittklubb) bildades år 1968. Klubbens medlemmar bestod då av ett 20-tal hästintresserade samt den dåvarande ägaren Edsvid. Man beslutade att klubben skulle ligga på Ängens gård och marken finansierades av Trollhättans kommun. Gården kallades från början Trätängen (den omtvistade ängen). Nu kallar man gården vanligtvis endast för Ängen. På gården fanns det enbart en lada. När ridskolan startade sin verksamhet hade man endast sex hästar till förfogande. Hästarna ägdes av klubbmedlemmar och var mycket upptagna. När klubben växte i och med att fler och fler ville bli medlemmar samt inackordera sina hästar i stallarna, byggde man ut och gjorde spiltor för fler djur. Hösten 1969 byggde man ut stallet för att kunna få plats med fler hästar och vintern 1969–1970 fanns det plats för 17 hästar i byggnaden och boxplatserna har i princip alltid varit fullsatta. Intresset för ridsporten har under åren ökat och klubben har expanderat. 
År 1976 bestod klubben av cirka 200 medlemmar och kommunen bestämde då att det var dags att satsa på klubben. Man lät bygga ett ridhus som stod klart två år senare. År 1983 fanns visioner om att få ett ansikte utåt för klubben. Man hoppades att uppnå detta genom bra tävlingsresultat och man började satsa mer på tävlingsryttare. Två år senare, år 1985, invigde man i maj en fälttävlansbana. Klubben fortsätter att växa och fler områden inom hästport dyker upp på klubben, bland annat western- och handikappridning. 2005 invigdes ett nytt ridhus. 
I september 2004 tog Catharina Snäll, som tävlat för klubben, två titlar vid Europamästerskapen i westernridning i Kreuth i Bayern i Tyskland.